# Golf von Bone
Der Golf von Bone (indonesisch Teluk Bone) ist eine große Bucht der Bandasee, die den Süden der indonesischen Insel Sulawesi (früher Celebes) in zwei große Halbinseln teilt. Im Osten des Golfs, auf der südöstlichen Halbinsel, liegt die Provinz Sulawesi Tenggara, im Westen, auf der süd(west)lichen Halbinsel, die Provinz Sulawesi Selatan, welche auch das Nordende des Golfs umschließt. 
Benannt ist der Golf nach dem früheren Sultanat Bone an seinem Westufer, aus dem der gleichnamige Regierungsbezirk mit der Hauptstadt Watampone hervorgegangen ist. Weitere größere Städte am Golf sind Sinjai im Süden der südlichen Halbinsel, Palopo im Nordwesten und Kolaka im Osten des Golfs.
Laut Definition der International Hydrographic Organization ist der Gulf of Boni ein eigenständiges Meeresgebiet; seine Grenze zur Bandasee verläuft von Tanjung Lasa in Sulawesi Selatan bis zur Nordspitze der Insel Kabaena bei 5° 5′ S, 121° 52′ O und von dort nordwärts zur südöstlichen Halbinsel.